# A1 (Marokko)
De Rabat - Safi autosnelweg, aangeduid als de A1, was de eerste autosnelweg in Marokko. Bouwwerkzaamheden begonnen begin jaren zeventig van de 20e eeuw en met een pauze van 7 jaar werd de snelweg afgemaakt in 1986.
Oorspronkelijk was het gebruik van de weg gratis maar in 1993 werden tolhokjes geplaatst bij Bouznika als onderdeel van een nieuwe strategie om de bouw van snelwegen te financieren. De trajecten Casablanca en Mohammedia West, en tussen Rabat en Aïn Atiq zijn nog steeds gratis.
Tolinkomsten van deze weg zijn de hoogste in het land: 306 miljoen dirham in 2007 (252 miljoen in 2006), ongeveer 33 procent van alle tolinkomsten in het land.

## Aansluiting
De weg verbindt de bestuurlijke hoofdstad (Rabat) met de economische hoofdstad Casablanca. Een ander project van de wegbeheerder ADM is het aanleggen van de Ringweg Rabat welke in 2013 opgeleverd moet worden. De A1 zal aan de zuidkant van Rabat aansluiten op deze ringweg.

## uitbreiding
De bouw van de snelweg heeft in 4 fasen plaatsgevonden. In 2003 was het eerste gedeelte van de Casablanca ring opgeleverd. Een jaar later was de ring compleet. Nadat de ring klaar was is de snelweg doorgetrokken naar El Jadida en Safi.

## Toekomst
Er loopt op dit moment studie om de snelweg door te trekken naar Agadir langs de kust. Waarschijnlijk wordt dit meegenomen met de volgende meerderjarig contract/planning. 

## Provincies of bestuurlijke gebieden
Deze snelweg loopt door 4 bestuurlijke gebieden, te weten:
1. Sidi Bernoussi-Zenata (Casablanca)
2. Benslimane
3. Skhirat-Témara
4. Rabat - Sale

A1 · A2 · A3 · A4 · A5  · A7 

Société Nationale des Autoroutes du Maroc